# Петяев-Петяев
Петяев-Петяев (Petyaev-Petyaev) — московская фри-джазовая группа. Проект братьев Петра и Павла Петяевых.

## История
Коллектив основан в 2016 году как квартет (Петяев-Петяев квартет). Начиная с 2019 года, функционирует в расширенных непостоянных составах, в частности, при участии Фёдора Амирова.

## Стиль
Звучание альбома The Double находили подобным сцене даунтауна Нью-Йорка, в частности, Material и проектам Марка Рибо. В рецензиях на вышедший в 2020 году альбом The Assembled, посвящённый Льву Троцкому, отмечались расширение состава коллектива и баланс музыки между фьюжн и фри-джазом с переходами между традиционным и импровизационным подходом к музицированию, основанном на взаимодействии исполнителей. На альбоме «Смерти не бывает. Часть 1» братья обратились к песенной форме, нехарактерной для российского джаза.

## Дискография
- 2017 — Неправильный мёд
- 2018 — Как я вижу
- 2019 — Двойник (The Double)
- 2020 — The Assembled (Собранный)
- 2022 — Смерти не бывает. Часть 1
- 2022 — Смерти не бывает. Часть 2
- 2024 — Письма 1947

## Основные участники
- Пётр Петяев — саксофон
- Павел Петяев — гитара
- Иван Башилов — бас
- Пётр Талалай — ударные

- Оксана Тарунтаева — вокал
- Фёдор Амиров — фортепиано
- Виктор Коновалов — саксофоны, кларнет
- Виталий Братухин — саксофоны
- Константин Мамчур — труба
- Григорий Спиридонов — тромбон, труба
- Яна Сидоркина — тромбон